# Lubow Muchaczowa
Lubow Aleksiejewna Muchaczowa, po mężu Osipowa (ros Любовь Алексеевна Мухачёва, po mężu Осипова, ur. 23 lipca 1947 w Starej Russie) – rosyjska biegaczka narciarska reprezentująca Związek Radziecki, złota medalistka olimpijska.

## Kariera
Igrzyska w Sapporo w 1972 r. były pierwszymi i zarazem ostatnimi w jej karierze. Osiągnęła tam największy sukces w swojej karierze zdobywając wspólnie z koleżankami – Galiną Kułakową i Alewtiną Oluniną – złoty medal w sztafecie 3x5 km. Na tych samych igrzyskach zajęła także 6. miejsce w biegu na 5 km oraz 4. miejsce w biegu na 10 km stylem klasycznym. Walkę o brązowy medal na dystansie 10 km Muchaczewa przegrała z Marjattą Kajosmaa z Finlandii o nieco ponad 1 sekundę.
Nigdy nie startowała na mistrzostwach świata. Wielokrotnie za to zdobywała tytuł mistrzyni Związku Radzieckiego w sztafecie (w latach 1970–1972, 1975 oraz 1976). 

## Osiągnięcia

### Igrzyska olimpijskie
| Miejsce | Dzień     | Rok  | Miejscowość | Konkurencja             | Czas biegu   | Strata   | Zwyciężczyni    |
| ------- | --------- | ---- | ----------- | ----------------------- | ------------ | -------- | --------------- |
| 4.      | 6 lutego  | 1972 | Sapporo     | 10 km stylem klasycznym | 34:17.82 min | +40.74 s | Galina Kułakowa |
| 6.      | 9 lutego  | 1972 | Sapporo     | 5 km stylem klasycznym  | 30:13.41 min | +11.58 s | Galina Kułakowa |
| 1.      | 12 lutego | 1972 | Sapporo     | Sztafeta 3 × 5 km       | 48:46.15 min | -        | -               |